# Gare de Tulle
Gare de Tulle vasútállomás Franciaországban, Tulle településen.

## Vasútvonalak
Az állomást az alábbi vasútvonalak érintik:
- Tulle–Meymac-vasútvonal
- Coutras-Tulle-vasútvonal

## Kapcsolódó állomások
A vasútállomáshoz az alábbi állomások vannak a legközelebb:
- Gare de Brive-la-Gaillarde
- Gare de Corrèze
- Gare de Cornil